# Сноуден (филм)
Сноуден (енгл. Snowden) је биографски трилер из 2016. године, режисера Оливера Стоуна, према сценарију који је он написао заједно са Кираном Фицџералдом. Филм је базиран на књигама The Snowden Files (2014) Лука Хардинга и Time of the Octopus (2015) Анатолија Кучерине, док је у насловној улози Џозеф Гордон-Левит као Едвард Сноуден, подизвођач и узбуњивач Централне обавештајне агенције (ЦИА), који је ископирао и разоткрио строго поверљиве информације Националне сигурносне агенције (НСА), почевши 2013. године. У осталим улогама су Шејлин Вудли, Мелиса Лио, Закари Квинто, Том Вилкинсон, Скот Иствуд, Логан Маршал-Грин, Тимоти Олифант, Бен Шнецер, Лакит Станфилд, Рис Иванс и Николас Кејџ. Филм је рађен у међународној ко-продукцији Сједињених Држава, Немачке и Француске, а снимање је почело 16. фебруара 2015. у Минхену.
Филм је првобитно приказан на Сан Дијего Комик Кону 21. јула 2016, а званична премијера филма је одржана на Филмском фестивалу у Торонту 9. септембра исте године. Филм је реализован у америчким биоскопима 16. септембра, док је у немачким биоскопима изашао 22. септембра 2016. године. Филм је добио помешане критике од стране критичара, који су похвалили Гордон-Левитову глуму, али су критиковали режију. Није остварио комерцијални успех пошто је зарадио 37,3 милиона долара, наспрам буџета од 40 милиона долара.

## Радња
Филм открива невероватну неиспричану личну причу Едварда Сноудена, човека који је разоткрио шокантне информације о незаконитом надгледању од стране Националне сигурносне агенције и постао један од најтраженијих људи на свету. Мишљења су подељена, за неке је јунак, за неке издајица.

## Улоге
| Глумац             | Улога              |
| ------------------ | ------------------ |
| Џозеф Гордон-Левит | Едвард Сноуден     |
| Шејлин Вудли       | Линдси Милс        |
| Мелиса Лио         | Лора Појтрас       |
| Закари Квинто      | Глен Гринвалд      |
| Том Вилкинсон      | Јуен Макаскил      |
| Скот Иствуд        | Тревор Џејмс       |
| Логан Маршал-Грин  | пилот дрона        |
| Тимоти Олифант     | агент ЦИА у Женеви |
| Бен Шнецер         | Габријел Сол       |
| Лакит Станфилд     | Патрик Хејнс       |
| Рис Иванс          | Корбин О’Брајан    |
| Николас Кејџ       | Хенк Форестер      |
| Бен Чаплин         | Роберт Тибо        |